# موسوعة الحج والحرمين
هو مشروع يرصد كل ما يتعلق بالحج والحرمين الشريفين؛ وبدأت فكرة توثيق تاريخ الحج وكل ما يتعلق به من معلومات وبيانات من خلال مقالة نشرت في جريدة الرياض بعنوان «توثيق تاريخ الحج» ذكر فيها مدى الحاجة إلى مثل هذا العمل، وعند طرح هذه الفكرة على مجلس إدارة الدارة ومناقشتها، أقر المجلس في اجتماعه الثامن المنعقد يوم السبت 23 / 2 /1421هـ برئاسة صاحب السمو الملكي الأمير سلمان بن عبد العزيز آل سعود فكرة مشروع توثيق الحج والحرمين الشريفين في عمل موسوعي بالتعاون مع معهد خادم الحرمين الشريفين لأبحاث الحج في مكة المكرمة، وقد رفع صاحب السمو الملكي الأمير سلمان بن عبد العزيز رئيس مجلس إدارة دارة الملك عبد العزيز خطاباً إلى صاحب السمو الملكي الأمير نايف بن عبد العزيز آل سعود وزير الداخلية ورئيس لجنة الإشراف العليا على معهد خادم الحرمين الشريفين لأبحاث الحج برقم 520 / 5 / 1 / م وتاريخ 23 / 3 /1421هـ يتضمن رغبة دارة الملك عبد العزيز في التنسيق مع معهد خادم الحرمين الشريفين لأبحاث الحج للعمل على توثيق تاريخ الحج ورصد الإنجازات والجهود السعودية المتعلقة بالحج والمشاعر المقدسة.

## الأهمية
تفتقر المكتبة العربية إلى المعلومات والبيانات الموثقة التي تأخذ شكل الشمولية والتغطية الكاملة سواء من حيث البعد الزمني، أو من حيث البعد المكاني، ولعل هذه الموسوعة تغطي هذا النقص الموجود في مكتبة الحج إلى مكة المكرمة الذي هو ركن أساس من أركان الإسلام، شرف الله سبحانه المملكة العربية السعودية لتكون الدولة المضيفة لحجاج بيت الله الحرام.

## المنهج
يتم إمداد المشروع بالأبحاث والمؤلفات المطلوبة عن طريق استكتاب الباحثين والمختصين والمهتمين بالحج والحرمين الشريفين، وفق المنهج والمعايير المحددة من قبل اللجنة العلمية للمشروع، أو عن طريق الاتفاق بين المزود بالمادة العلمية للمشروع، أو عن طريق الاتفاق بين المزود بالمادة العلمية أو الوثائقية وإدارة المشروع بالدارة وفق المعايير الخاصة بذلك.

## الأهداف
الهدف الأساس لهذا المشروع هو إصدار عمل موسوعي عن الحج والحرمين الشريفين في مختلف العصور يحيط بجميع أبعاده الحضارية والثقافية وفق منهج علمي شامل، ويتفرع من هذه الغاية الأهداف التالية:
- رصد تاريخ الحج والحرمين الشريفين وتوثيقه منذ فترة ما قبل الإسلام إلى وقتنا الحاضر في مصدر موسوعي موحد.
- إبراز التطور الذي تم لخدمة الحج والحجاج عبر العصور.

## الابعاد
البعد الزماني والمكاني للمشروع: يرمي هذا المشروع إلى تغطية جميع العصور الزمنية المتعلقة بالحج إلى مكة المكرمة منذ فترة ما قبل الإسلام إلى وقتنا الحاضر. ويتمثل البعد المكاني أو النطاق الجغرافي للمشروع فيما يعرف بإقليم الحج (مكة المكرمة والمدينة المنورة) والمدن الرئيسة والمراكز العمرانية التابعــة لهما أو القريبة منهما، كما يشمل مواقيت الإحرام أو ما يعرف بالنطاق الشرعي للحج بالإضافة إلى طرق ومسالك الحجاج ومواطنهم وخصائص وصفات تنقلاتهم وترحالهم إلى مكة المكرمة لأداء فريضة الحج.

## قاعدة معلومات الحج والحرمين الشريفين
إن تنفيذ مشروع بأهمية موسوعة الحج في مكة المكرمة واتساعه يتطلب وجود قاعدة عريضة من المعلومات. ويمكن أن يندرج تحت هذه القاعدة ما يأتي: المصنفات المخطوطات والوثائق والرحلات وأدبيات الحج التراثية والحديثة في البلدان الإسلامية كافة وبلغاتها المختلفة والإحصاءات والبحوث والبيانات المتجددة من خلال الصحافة والنشرات الإعلامية والدوريات العلمية ذات الصلة إلى غير ذلك، وهو ما نطلق عليه جميعه ببليوغرافيا.
وهي متاحة للجميع من أجل الفائدة العلمية؛ خاصة للباحثين والمهتمين بشؤون الحج.

## وصلات خارجية
- موسوعة الحج والحرمين الشريفين مشروع علمي موحد وعصري ضخم.
- موسوعة الحج والحرمين الشريفين.